# Türkisches Rokoko

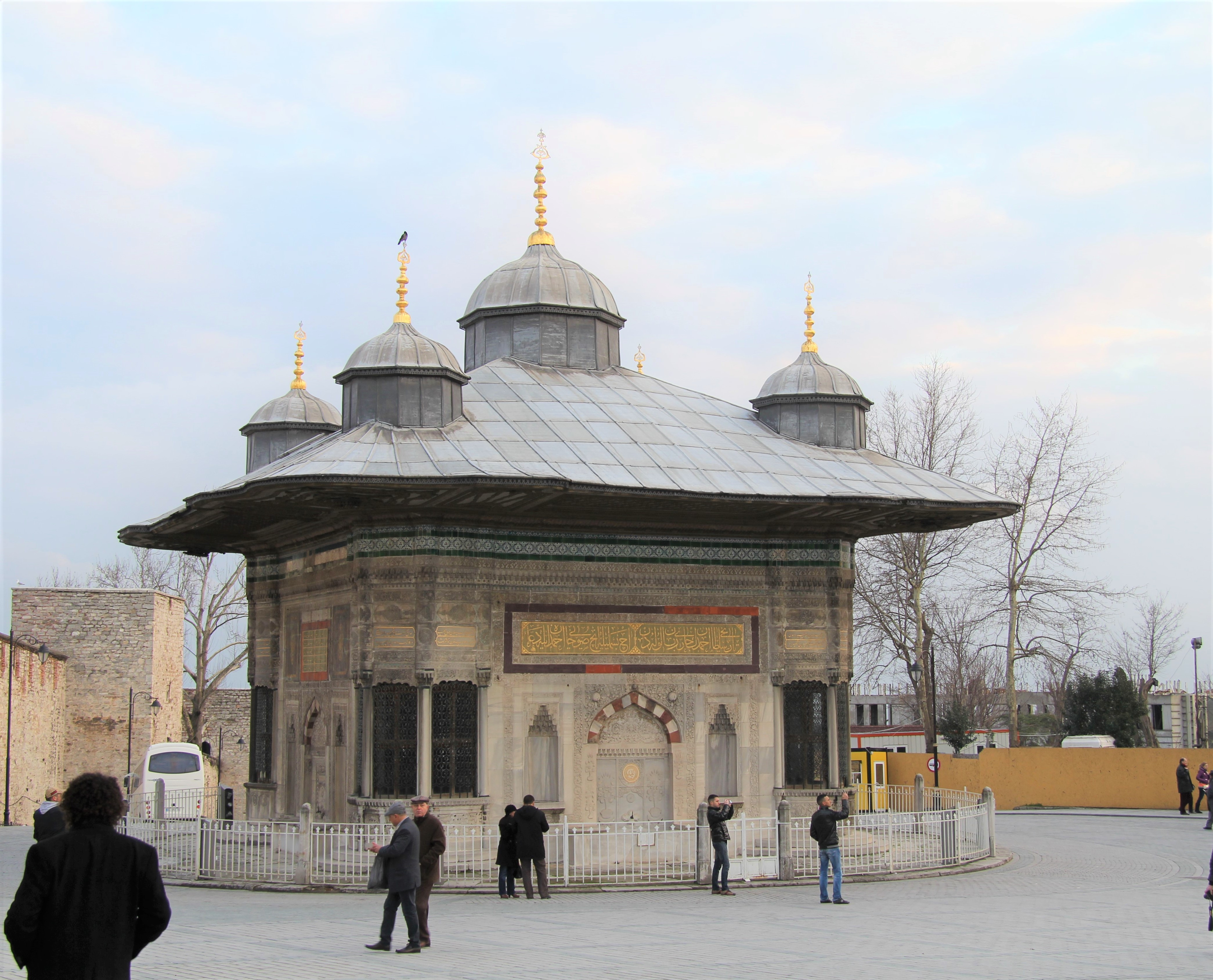
Bauwerk der Tulpenzeit: Brunnen Ahmets III.

Das Türkische Rokoko ist die letzte schöpferische Epoche der Kunstentwicklung im Osmanischen Reich.
Den Auftakt bildet die sogenannte Tulpenzeit (türkisch: lâle devri) von 1718 bis 1730 unter Sultan Ahmed III., die ihren Namen von der Vorliebe für die Darstellung der Tulpe ableitete. Allerdings blieb die Kunst der Tulpenzeit eher eine Art Hofstil.
Die Wurzeln des Türkischen Rokoko sind unter anderem im sogenannten quatre-fleurs-Stil (nach 4 häufig vorkommenden Blumenarten) zu finden. Charakteristisch sind die Einflüsse aus dem europäischen Barock und dem Rokoko im Bereich des Dekors. Die immer intensiveren politischen und wirtschaftlichen Beziehungen zwischen dem Osmanenreich und europäischen Ländern sind ein wichtiger Grund für diese Erscheinung. Hinzu kommt, dass der persische Einfluss in der klassischen osmanischen Kunst mit einer ähnlichen Tendenz zu Detailbetonung und verspieltem Sinnieren in der Ornamentik den Boden für die Aufnahme der Rokokomotive seit langem bereitet hatte.
Das Türkische Rokoko gelangte bald auch in die Provinzen des Reiches, so zum Beispiel in Gestalt der Innendekorationen Damaszener Häuser (sṭambūlī).
Die Kennzeichnung dieser Epoche als dekadent und als Niedergangsphase wird heute  von Kunsthistorikern kaum noch geteilt. 